# Alphina glauca
Alphina glauca är en insektsart som först beskrevs av Metcalf 1923.  Alphina glauca ingår i släktet Alphina och familjen lyktstritar. Inga underarter finns listade i Catalogue of Life.